# Motorfahrzeug- und Motorenfabrik Berlin
Die Motorfahrzeug- und Motorenfabrik Berlin AG (MMB) war ein deutsches Unternehmen im Maschinenbau und in der Automobilindustrie, das von 1899 bis 1902 in Marienfelde bei Berlin ansässig war.

## Geschichte

Anzeige der Motorfahrzeug- und Motorenfabrik Berlin

Der DMG-Aufsichtsratsvorsitzender Max von Duttenhofer schloss 1897 hinter Gottlieb Daimlers Rücken einen Pakt mit Adolf Altmann (1850–1905), Inhaber der Ad. Altmann & Comp G.m.b.H in Berlin. Ziel war es, eine neue Produktionsstätte für Motorwagen zu etablieren. 1897 wurde die Allgemeine Motorwagen-Gesellschaft m.b.H. (AMG) mit Sitz in Berlin in der Luisenstraße 37 als Patentverwertungs-, Motorwagenverkaufsgesellschaft und Motorwagenverleih gegründet. Am 3. November 1898 wurde diese von Max Duttenhofer, Wilhelm Lorenz sowie den Bankiers Sigismund Born und dessen Bruder Baron Julius von Born in die Motorfahrzeug- und Motorenfabrik Berlin AG umfirmiert, in welcher die Ad. Altmann & Comp G.m.b.H. aufging. Julius Born saß im Aufsichtsrat des Unternehmens, dessen Geschäftsführer der Industrielle Isidor Loewe wurde. Adolf Altmann wurde Chefingenieur.
Da Duttenhofer und Lorenz auch Inhaber der Daimler-Motoren-Gesellschaft (DMG) waren, konnten deren Lizenzen auch genutzt werden, ohne Vergütungen an Gottlieb Daimler zu zahlen. In Berlin-Marienfelde wurde eine neue Produktionsstätte errichtet, in welcher zum 1. Februar 1899 mit der Fertigung begonnen wurde. Die MMB fertigte auch Elektrofahrzeuge nach dem US-amerikanischen Patent der Columbia and Electric Vehicle Company in Hartford/Connecticut. Das US-Patent teilte sich die MMB mit der 1899 mitgegründeten Gesellschaft für Verkehrsunternehmungen (GfV) und in Frankreich mit den Firmen Société l’Electromotion und A. Clement in Levallois bei Paris. Die Bankiers Born und Isidor Loewe übernahmen am 2. Oktober 1902 mehrheitlich die in Konkurs gegangene DMG, in das sie die MMB eingliederten. Adolf Altmann schied aus dem Unternehmen aus und gründete später die Altmann Kraftfahrzeug-Werke in Brandenburg (Havel). Die DMG lagerte ihre Nutzfahrzeug-Produktion in die Zweigniederlassung Berlin-Marienfelde aus. Das Marienfelder Werk ist heute das älteste Motorenwerk der Daimler-Benz AG.

## Produktion
Die Kraftfahrzeuge wurden auch nach Konstruktionsunterlagen von Daimler hergestellt, sie waren aber von minderer Qualität. Daneben wurden auch Elektroautomobile und Lastwagen mit Batterie-elektrischem Antrieb gefertigt.